# Escuela de Barcelona (cine)
La denominada Escuela de Barcelona fue un movimiento cinematográfico catalán surgido en la década de 1960. Nacido como revulsivo frente al cine que imperaba en la industria cinematográfica de la dictadura de Franco, al que calificaban de "folclórico, casposo, anodino y políticamente correcto", su principal influencia fue la Nouvelle Vague francesa o el Free cinema inglés asemejándose a movimientos como el Dogma 95.
Entre sus directores más relevantes figuran Vicente Aranda, Jacinto Esteva, Joaquím Jordà, Carlos Durán, José María Nunes, Ricardo Bofill, Jorge Grau, Pere Portabella, Jaime Camino, Lorenzo Soler, Gonzalo Suárez, Román Gubern y Juan Amorós. De entre todos ellos Portabella y Esteva fueron sus principales productores con la creación de compañías productoras propias como Films-Contacte o Films 59.

## Orígenes
Finalizada la Guerra civil española (1936-1939) se instauró la Dictadura de Francisco Franco (1939-1975) lo que supuso, para la industria cinematográfica del país, la implantación de una estricta censura cinematográfica creada en noviembre de 1937 bajo el nombre de Junta Superior de Censura Cinematográfica. En las pantallas, durante las primeras décadas del régimen, se autorizó e impulsó la producción y rodaje de películas con temáticas folclóricas, religiosas o de raíz histórica autorizadas previamente por la censura. Desde 1941 se impuso la obligatoriedad de doblar las películas extranjeras y se impidió su exhibición, o se autorizó la misma con cortes en su metraje y eliminando escenas, o se denegó la autorización para el rodaje de producciones nacionales que contravinieran la ideología del régimen.
Ya en la década de los años 1960, con la recuperación económica, el progresivo abandono de la sociedad agraria hacia una más industrializada y la influencia del turismo exterior, las normas de la censura se fueron relajando tímidamente acompañando el intento del Régimen de modernizar y mejorar su imagen exterior. Ello propició el surgimiento de corrientes como la Escuela de Barcelona. Posicionados como revulsivo contra el tipo de cine imperante y afín políticamente al régimen, la represión franquista supuso que parte de los intelectuales librepensantes catalanes, ávidos de cine europeo o erótico, acudieran a ciudades como Perpiñán para ver lo que no se podía presenciar en las pantallas.

"La censura era algo espectacular y ridículo. En esa escena que te digo salían las dos mujeres acariciándose, pero eso ya no podía ser. No tengo los datos, pero habría que hacer un documental acerca de los doblajes, la manipulación que se hacía y cómo cambiaban la película para poder ponerla en este país. El último tango en París es una historia preciosa de amor, pero iban a verla como si fuera cine porno. Lamentable. Eso demostraba el subdesarrollo que había en el país y la represión del franquismo. Joder, macho, ¡es que iban en autocares a Perpignan para verle el coño a Maria Schneider! Una pena".
Enrique San Francisco (furydays.wordpress.com) 

Sin embargo se considera que el referente directo de la Escuela de Barcelona a no imitar y al que oponerse fue el denominado cine "mesetario" producido en Madrid. Si bien es cierto que, en ese momento, hubiera cineastas relevantes como Juan Antonio Bardem, Luis García Berlanga o lo que se denominó más tarde Nuevo Cine Español, impulsado por el director general de cinematografía José María García Escudero, con Carlos Saura a la cabeza.

"Esta política era falsa porque incluso cuando llegó Escudero, que es cuando se empezó a aplicar esta estrategia, yo recuerdo que estaba haciendo Llanto por un bandido, película que el mismo Escudero y la comisión de censura mutiló y censuró en parte. Había una gran contradicción entre los deseos del propio Escudero —de liberalizar un poco el cine y hacer un cine distinto— y las instituciones, que no estaban dispuestas a que eso sucediera. El cine que se hizo en esa época es producto de esa contradicción"
Carlos Saura (elsaltodiario.com) 

Definidos como la gauche divine (proclamando su influencia francesa y, a su vez, haciendo referencia a algunas reuniones que se celebraban en la discoteca Bocaccio de Barcelona), el término fue empleado repetidamente por Ricardo Muñoz Suay en la revista Fotogramas para aglutinar a los realizadores inquietos que se movían en los entornos de la burguesía de la capital catalana.

"Éramos muy jóvenes. La afición al cine era lo que nos unía. Después le pusieron la etiqueta pero realmente era un “Dios los cría y ellos se juntan”. Ni siquiera teníamos un lugar determinado para las reuniones, un día era en casa de uno y al siguiente en la de otro. Sin embargo se estableció una manera de trabajar con unos ideales muy cercanos al Dogma, más atrevidos incluso que los de la Nouvelle Vague"
Vicente Aranda (intervius.com) 

## Postulados
Para dar cuenta del posicionamiento de la escuela estas fueron las leyes que establecieron contra el cine «mesetario» imperante:
1. Autofinanciación y sistema cooperativo de producción.
2. Trabajo en equipo con un intercambio constante de funciones.
3. Preocupación preponderantemente formal, referida al campo de la estructura de la imagen de la narración.
4. Carácter experimental.
5. Subjetividad, dentro de los límites que permitiera la censura, en el tratamiento de los temas.
6. Personajes y situaciones ajenos a los del cine de Madrid.
7. Utilización, dentro de los límites sindicales, de actores no profesionales.
8. Producción realizada de espaldas a la distribución, punto este último no deseado sino forzado por las circunstancias y la estrechez mental de la mayoría de los distribuidores.
9. Salvo escasas excepciones, formación no académica ni profesional de los realizadores.

## Actores
Como propugnaba su dogma la mayoría de los actores no fueron profesionales. 
Serena Vergano era la mujer de Ricardo Bofill, y Enrique Irazoqui - el Cristo del Evangelio según San Mateo de Pier Paolo Pasolini - su primo. 
Algunas modelos publicitarias sirvieron también de actrices: Romy, compañera de Jacinto Esteva; Irma Walling, la Brigitte Bardot española; y Teresa Gimpera, en su máximo esplendor en Fata Morgana, la única actriz de la Escuela con cierta continuidad en el cine. Y no faltaron cameos de Gonzalo Suárez o Joaquim Jordà. 
Pasaron también ante las cámaras de la Escuela los sí profesionales Paco Rabal, Luis Ciges, Christopher Lee - en Umbracle de Portabella -, Antonio Ferrandis, Capucine o Núria Espert. 
Hubo un intento fallido de introducir a Sara Montiel en Tuset Street, en un estrepitoso error de introducir la Escuela en la industria española.

## Cronología y películas
1957
- José María Nunes, portugués afincado en Barcelona, realiza Mañana, premonición prematura de la Escuela de Barcelona. Para muchos, su primera representante precoz.

1960
- Joaquím Jordà realiza el reportaje Día de muertos, punto de vista distinto a la temática del funeral.
- Jacinto Esteva realiza Notes sur l’emigration, primer ensayo sobre la emigración española, que se premia en Moscú.

1963
- Jacinto Esteva realiza un potente retrato de la violencia en las ceremonias españolas en Lejos de los árboles.
- Vicente Aranda y Román Gubern realizan Brillante porvenir, inicio del cine distinto que luego pretende instaurar la Escuela.

1964
- Jaime Camino rompe con el cine típico playero con Los felices sesenta.

1965
- Vicente Aranda realiza Fata Morgana, considerada la primera película importante de la Escuela.

1966
- Gonzalo Suárez realiza el corto Ditirambo vela por nosotros.
- Jacinto Esteva crea la productora Filmscontacto. Su primer largo es: Noche de vino tinto de José María Nunes.
- Cortometraje Raimon de Carlos Durán,
- Cortometrajes Insultante y Circles de Ricardo Bofill,
- Cortometraje El horrible ser nunca visto, de Gonzalo Suárez.

1967
- Dante no es únicamente severo. Verdadero manifiesto de la Escuela de Barcelona. El proyecto iba a ser un compendio de cortos autogestionados que finalmente van apartándose del proyecto final, codirigido finalmente por Jacinto Esteva y Joaquim Jordà
- Gonzalo Suárez realiza Ditirambo.
- Carlos Durán, Cada vez que....
- Lorenzo Soler, Cincuenta y dos domingos.
- Pere Portabella No compteu amb els dits, con su productora Films-59.
- José María Nunes termina Biotaxia producida de manera individual.

1968
- Filmscontacto produce Después del diluvio de Jacinto Esteva.
- Jaime Camino realiza España otra vez.
- Ricardo Bofill realiza varios cortos en 8 mm sobre la arquitectura de Barcelona.
- Joaquím Jordà Jardín de los ángeles.
- José María Nunes Sexperiencias.
- Pere Portabella, con su productora Films.59, su primer largo, Nocturn 29, obra imprescindible dentro del cine conceptual español.
- Tuset Street, de Luis Marquina y Jorge Grau. Intento fallido de crear un producto comercial con gente de la Escuela.
- 1969

- Las crueles, de Vicente Aranda.
- El extraño caso del Dr. Fausto y Aoom de Gonzalo Suárez.
- María Aurèlia Capmany parla d’Un lloc entre els morts de Joaquim Jordà.
- El largo viaje hacia la ira de Lorenzo Soler.

1970
- Cuadecuc, vampir, a partir del rodaje de El conde Drácula de Jesús Franco, de Pere Portabella.
- Metamorfosis, de Jacinto Esteva.
- Schizo, corto de Ricard Bofill.
- Liberxina 90 de Carlos Durán. Último film de la Escuela de Barcelona.

## Influencia posterior
Vicente Aranda (1926-2015) y Gonzalo Suárez (n. 1934) desarrollaron ambos extensas y reputadas trayectorias en el cine español 
Jaime Camino (1936-2015), escritor, guionista y director de cine, también desarrolló una extensa trayectoria comenzando en el ambiente de la Escuela. 
Jacinto Esteva (1936-1985), arquitecto y pintor, gastó parte de la fortuna paterna en producir películas vanguardistas y representó un auténtico motor de la Escuela. Su autodestructiva personalidad y su malograda muerte prematura quedan notablemente diseccionadas en el documental El encargo del cazador dirigido por Joaquim Jordà (1935-2006), quien, además de notable guionista, demostró continuadamente su preferencia por el documental —valga como ejemplo Mones com la Becky—, así como ha reiterado también en el género Lorenzo Soler (1936-2022).
José María Nunes (1930-2010) desarrolló una extensa filmografía pero se consideró una excepción en el entorno de la Escuela de Barcelona en cuanto que procedía de familia más humilde y mantuvo siempre el espíritu vanguardista.
Pere Portabella (n. 1927), rodeado siempre de los mejores artistas catalanes, desde el poeta Joan Brossa (1918-1998) al pintor Antoni Tàpies (1923-2012) o al músico experimental Carles Santos (1940-2017), ha sostenido siempre un planteamiento experimental más propio de la intelectualidad catalana que de la Escuela de Barcelona. Aunque su cine fuese catalogado de "pedante" es uno de los realizadores catalanes con más coherencia experimental. 
Ricardo Bofill (1939-2022) fue el arquitecto catalán de más proyección internacional y realizó, durante la década de los años 1960, algún que otro corto digno de ser recuperado por los más curiosos.
Román Gubern (n. 1934) ha desarrollado una extensa trayectoria en el análisis y la crítica cinematográfica y codirigió con Vicente Aranda Brillante porvenir (1964), una de las películas precursoras de la Escuela.
Juan Amorós, Jaume Deu Casas, operadores o Juanito Oliver o Ramón Quadreny, montadores, y otros técnicos de la Escuela, realizaron la transición hacia el mundo profesional.
Sea como sea, existiera o no un grupo coherente y consciente de realizadores, aunque solo fueran, como se cuenta del Dogma 95, amigos de borracheras, lo cierto es que en la Escuela de Barcelona se gestaron algunas de las más destacadas personalidades del cine español. Quizás únicamente se tratara de eso: de una escuela no oficial, independiente y autogestionada, donde se formaron profesionales de primera fila. José María Nunes explica en el documental  "Nunes.  Anarquía visual" dirigido por Medi Terraza:

"El año decisivo de la relación de todos fue el 1966, todos coincidimos en hacer nuestra primera película. Lo que después fue “La Escuela de Barcelona”, fue un suceso muy interesante de unos cuantos amigos que nos juntábamos y hacíamos un cine parecido. Que no tiene nada que ver con lo de Paris (Nouvelle vague), lo nuestro era más enloquecedor, las ideas estaban más a encontrarse, no el argumento. Lo de Paris siempre tenía argumentos"
José María Nunes (tv3.cat) 